# Halichoeres penrosei
Halichoeres penrosei là một loài cá biển thuộc chi Halichoeres trong họ Cá bàng chài. Loài này được mô tả lần đầu tiên vào năm 1913.

## Từ nguyên
Từ định danh penrosei được đặt theo tên của Richard Alexander Fullerton Penrose, Jr. (1863 – 1931), là nhà địa chất khai thác và một doanh nhân người Mỹ, người tỏ ra khá quan tâm đến chuyến thám hiểm của Đại học Stanford đến Brasil, nơi mẫu định danh của loài cá này được thu thập.

## Phạm vi phân bố và môi trường sống
Bằng chứng di truyền chỉ ra rằng, quần thể trước đây được cho là Halichoeres maculipinna ở bờ biển Brasil là một loài riêng biệt, tức H. penrosei. Loài này được phân bố từ bang Maranhão trải dài đến bang São Paulo, bao gồm đảo Trindade ngoài khơi.
H. penrosei sống gần các rạn san hô ở độ sâu đến ít nhất là 30 m.

## Mô tả
H. penrosei có chiều dài cơ thể lớn nhất được ghi nhận là 13 cm. Kiểu hình của H. penrosei rất giống với H. maculipinna. Cá con và cá cái còn nhỏ của hai loài đều có dải sọc đen từ mõm băng qua mắt kéo dài đến gốc vây đuôi, tuy nhiên dải màu phía trên dải đen này giữa hai loài có sự khác biệt. Ở H. maculipinna, dải phía trên có màu vàng (hoặc vàng lục), nhưng ở H. penrosei thì dải này màu nâu hồng. Vùng thân trắng dưới dải đen ở H. penrosei lại có thêm nhiều chấm cam trên vảy, điều này lại không có ở H. maculipinna. Cá đực trưởng thành của hai loài có màu xanh lục, vảy trên thân được viền hồng và có một đốm đen ở phần trước của vây lưng. Đầu có nhiều vệt sọc màu đỏ cam, nhưng sọc ở dưới đầu của H. penrosei nhìn chung ngắn hơn so với H. maculipinna.
Số gai ở vây lưng: 9; Số tia vây ở vây lưng: 11; Số gai ở vây hậu môn: 3; Số tia vây ở vây hậu môn: 11; Số tia vây ở vây ngực: 14; Số gai ở vây bụng: 1; Số tia vây ở vây bụng: 5; Số lược mang: 13–15.

## Sinh thái học
Thức ăn của H. penrosei chủ yếu là các loài thủy sinh không xương sống. Chúng có thể sống đơn độc hoặc bơi theo cặp.

## Thương mại
H. penrosei được đánh bắt trong các hoạt động buôn bán cá cảnh.